# Charles Rogier
Charles Latour Rogier (17. srpna 1800, Saint-Quentin – 27. května 1885, Saint-Josse-ten-Noode) byl belgický liberální politik a vůdce belgické revoluce v roce 1830. Dvakrát byl belgickým premiérem: v letech 1847 až 1852 a znovu v letech 1857 až 1868. Na jeho počest je pojmenováno jedno z centrálních bruselských náměstí, Náměstí Rogier.

## Život
Narodil se ve Francii. Jeho otec, důstojník Napoleonovy armády, zahynul během ruského tažení v roce 1812. Rodina se poté přestěhovala do belgického města Lutych, kde nejstarší syn Firmin získal místo profesora. Charles vystudoval práva na Lutyšské univerzitě a byl přijat do advokátní komory. S větším zápalem se však věnoval novinářské činnosti. Vedl na stránkách tisku vášnivou kampaň proti nizozemské nadvládě v Belgii, jak ji ustavil Vídeňský kongres v roce 1815. Roku 1824 založil ve spolupráci se svými celoživotními přáteli Paulem Devauxem a Josephem Lebeauem (taktéž budoucím premiérem) časopis Mathieu Laensberg (později Le Politique). Svým horlivým vlastenectvím a svými útoky na nizozemskou administrativu získal časopis brzy široký vliv.
Po vypuknutí povstání v Bruselu v srpnu 1830 Rogier v Lutychu naverboval asi 300 milicionářů a vyrazil s nimi revoluci na pomoc. V Bruselu získal uznání jako jeden z nejaktivnějších mezi vlasteneckými vůdci a jeho aktivita mj. zachránila 19. září radnici před vypleněním. O pět dní později byla vytvořena tzv. administrativní komise, jakási revoluční vláda, jejímž předsedou se Rogier stal. Opatření tohoto orgánu brzy osvobodila větší část země od nizozemských vojsk. V říjnu byl Rogier také vyslán, aby potlačil protirevoluční rebelii mezi horníky v provincii Henegavsko.
Rogier se stal rovněž členem prozatímní vlády, která byla ustavena v říjnu 1830. Podařilo se mu dojednat příměří a poté reorganizovat celou správu Antverp. Zastupoval Lutych v Belgickém národním kongresu, hlasoval pro zřízení dědičné monarchie a přiměl kongres k přijetí principu volené horní komory parlamentu. V dlouhotrvajících debatách o novém panovníkovi nejprve podpořil kandidaturu prince Oty Bavorského a po jeho odmítnutí se vyslovil pro syna francouzského krále Ludvíka Filipa Ludvíka Orleánského, v čemž však neuspěl, mj. proto, že Ludvík Filip kandidaturu svého syna odmítl.
Po zvolení Leopolda I. králem v červnu 1831 byl Rogier jmenován guvernérem provincie Antverpy, což byl post, který byl ošemetný kvůli pokračující přítomností nizozemských vojsk v místní citadele. V říjnu 1832 byl Rogier jmenován ministrem vnitra v Gobletově kabinetu. V červnu 1833 zasáhl do sporu v poslanecké sněmovně mezi Paulem Devauxem, tehdejším ministrem, a vůdcem opozice Alexandrem Gendebienem. Byl pak Gendebienem vyzván na souboj pistolemi, ve kterém byl těžce zraněn. Přesto pokračoval v ministerském mandátu. Během svého funkčního období prosadil, navzdory násilnému odporu, zákon, který v Belgii zřídil první železnici na evropském kontinentu. Položil tak základy belgického průmyslového rozvoje. Kvůli neshodám ve vládě rezignoval v roce 1834, spolu s Lebeauem, a znovu se ujal guvernérského úřadu v Antverpách.
Když se Lebeau v roce 1840 stal premiérem, Rogier byl jmenován ministrem veřejných prací a školství v jeho vládě. Jeho návrhy na reformu školství byly zamítnuty, kvůli čemuž v roce 1841 rezignoval. Podpořil pak kompromis, který byl schválen v následujícím roce. Poté vedl Liberální stranu až do roku 1847, kdy sestavil vlastní kabinet a k premiérskému křeslu si přibral i post ministra vnitra. Okamžitě se pustil do reforem a podnikl účinné kroky k nápravě potíží způsobených úpadkem vlámského obchodu s plátnem. Podílel se na vládním rozhodnutí rozšířit volební právo, takže v horkém roce 1848 Belgii jako jednu z mála zemí v Evropě minula revoluční vlna. V roce 1850 připravil zákon, který převedl veškerou školní výuku pod stát; duchovenstvu zbylo jen právo na výuku náboženství. Opoziční klerikální strana poté na vládu trvale útočila. Vaz jí ovšem zlomila až politická krize ve Francii. Po monarchistickém převratu Ludvíka Napoleona v roce 1851 Belgie přijala řadu francouzských politických emigrantů, což vyvolalo francouzské nepřátelství a tlak, který vyústil v demisi vlády.
Rogier v reakci odešel v říjnu 1852 z politiky. Vrátil se do ní ale roku 1857, kdy se mu otevřela znovu možnost stát se předsedou vlády a znovu i ministrem vnitra. Jeho prvním důležitým opatřením bylo opevnění Antverp, které bylo klíčové pro případný konflikt s Francií, který stále visel ve vzduchu. V roce 1860 vedl strach z francouzských plánů k usmíření s Nizozemskem. Ve stejném roce belgická vláda rozhodla o úpravě státní hymny, La Brabançonne, přičemž Rogier osobně napsal nový text, když upravil starší, již existující báseň.
Od roku 1861 působil souběžně i jako ministr zahraničních věcí. V této funkci dosáhl diplomatického triumfu při uvolnění plavby po řece Šeldě, čímž umožnil Antverpám stát se druhým nejdůležitějším přístavem v Evropě. Postupně ve vládě získával ovšem stále silnější slovo Walthère Frère-Orban a Rogier byl odstavován na druhou kolej. Když si to Rogier uvědomil, opustil v roce 1868 premiérský stolec. Poslancem byl až do své smrti v roce 1885, v roce 1878 byl též krátce předsedou dolní sněmovny. V závěru života získal mimořádnou autoritu a byl oslavován jako symbol revoluce a belgické státnosti.
Byl svobodným zednářem.